# フリシェス潟の海戦
フリシェス潟の海戦（フリシェスかたのかいせん、英語: Battle of Frisches Haff）、またはノイヴァルプの海戦（ノイヴァルプのかいせん、英語: Battle of Neuwarp）は七年戦争中の1759年9月10日、スウェーデンとプロイセン間でおきた海戦。戦闘はノイヴァルプとウーゼドム島の間のオーデル潟（ドイツ語: Oderhaff）でおきたが、戦闘の名前はオーデル潟の古称からつけられた。
カール・ルテンスパレ大佐とヴィルヘルム・カルペランが率いた船28隻と2,250人を含むスウェーデン艦隊はフォン・ケラー大佐率いる船13隻と700人しかいなかったプロイセン艦隊を撃破した。
戦闘の結果、プロイセン海軍は全滅してしまい、ウーゼドム島やヴォリン島を守るべき艦隊はもはやどこにもなく、スウェーデン軍はすぐに両島を占領した。

## 背景
スウェーデンは開戦時点では親フランスのメッソナ党が政府を支配しており、その指導者たちは対プロイセン戦争をポンメルンやオーデル川口の奪回の好機と見た。メッソナ党党首のアンデルス・ヨハン・フォン・ヘップケン男爵はウンゲルン＝スターンベリ元帥（スウェーデン語: Ungern-Sternberg）率いるスウェーデン軍14,500人をスウェーデン領ポンメルンの首都ストラルスンドに派遣、オーデル河口のシュテッティンの占領を命令した。
スウェーデンは攻撃を仕掛けたがプロイセンのハンス・フォン・レーヴァルトに撃退され、ウンゲルン＝スターンベリはフォン・ローセン伯爵に更迭された。ローセンは攻撃せず、ストラルスンドで封鎖されたまま耐えたが、ロシアが西プロイセンに侵攻したことでレーヴァルトは1758年6月27日にポンメルンを離れた。ローセンもグスタフ・ダヴィド・ハミルトンに更迭され、ハミルトンはレーヴァルトが離れた隙をついて攻勢に出た。レーヴァルトは相当数のプロイセン軍を連れてロシアに応戦したが、ポンメルンに留まったプロイセン軍も粘り、数多くの戦闘や小競り合いがおきたにもかかわらず、お互いに決定的な勝利をつかめないでいた。
プロイセンは状況の打開にシュテッティンで漁船や交通船を戦艦に改造して艦隊を編成し、スウェーデン海軍による陸軍の侵攻の支援を止めようとした。この準備を知ったスウェーデン海軍はプロイセン海軍の撃滅に出た。

## 経過
1759年8月のはじめ、カール・ルテンスパレ率いるスウェーデン艦隊はオーデル潟へ向かい、ペーネミュンデの守備軍を突破して「小さな潟」（独: Kleines Haff）と呼ばれる潟の西部に侵入した。8月22日にアンクラムでフォン・ケラーとの小競り合いに勝利した後、両軍は9月10日にノイヴァルプで再び遭遇した。
ヴィルヘルム・カルペラン率いるスウェーデン艦隊は4列の陣形で進み、砲撃の射程に入ると1列に並んだ。プロイセンのガリオット4隻、ガレー船4隻、砲艦5隻は応戦した。南から正体不明の船が現れたためスウェーデンのガレー船3隻と砲艦9隻が調査のために南へ向かい、戦闘に参加できなかったが、それでも4時間に渡った海戦はプロイセンの大敗に終わり、13隻のうち9隻が拿捕されるか沈没し、一方のスウェーデンは死者13と負傷14だけであった。

## 結果
スウェーデンが勝利したことで制海権を確保、ヴォリン島の占領にも成功した。しかし、当初の目的であったシュテッティンはプロイセンに残されたままだった。プロイセンはめげずに艦隊を再建したためスウェーデンの勝利は短期間に終わり、さらにロシアが1762年に和約を結び、戦争から離脱してしまった。スウェーデンは独力でフリードリヒ2世の強力な陸軍に太刀打ちできず、結局1762年5月22日に原状回復を約するハンブルク条約を締結した。